# Colonial National Invitational 1976 - Doppio
Il doppio del torneo di tennis Colonial National Invitational 1976, facente parte della categoria World Championship Tennis, ha avuto come vincitori Vitas Gerulaitis e Sandy Mayer che hanno battuto in finale Eddie Dibbs e Harold Solomon con il punteggio di 6–4, 7–5.

## Teste di serie
1. John Alexander /  Phil Dent (primo turno)

1. Eddie Dibbs /  Harold Solomon (finale)

## Tabellone

### Legenda
| - Q = Qualificato - WC = Wild card - LL = Lucky loser | - ALT = Alternate - SE = Special Exempt - PR = Protected Ranking | - w/o = Walkover - r = Ritirato - d = Squalificato |

|  | Quarti di finale              | Quarti di finale              | Quarti di finale              | Quarti di finale | Quarti di finale |  |  | Semifinali                    | Semifinali                    | Semifinali                 | Semifinali                 | Semifinali                 |   |   | Finale                       | Finale                       | Finale                       | Finale | Finale |  |
|  |                               |                               |                               |                  |                  |  |  |                               |                               |                            |                            |                            |   |   |                              |                              |                              |        |        |  |
|  |                               | Marty Riessen Roscoe Tanner   | Marty Riessen Roscoe Tanner   | 6                | 6                |  |  |                               |                               |                            |                            |                            |   |   |                              |                              |                              |        |        |  |
|  | 1                             | John Alexander Phil Dent      | John Alexander Phil Dent      | 3                | 3                |  |  | Marty Riessen Roscoe Tanner   | Marty Riessen Roscoe Tanner   | 6                          | 3                          | 6                          |   |   |                              |                              |                              |        |        |  |
|  | Vitas Gerulaitis Sandy Mayer  | Vitas Gerulaitis Sandy Mayer  | Vitas Gerulaitis Sandy Mayer  | 6                | 6                |  |  | Vitas Gerulaitis Sandy Mayer  | Vitas Gerulaitis Sandy Mayer  | 1                          | 6                          | 7                          |   |   |                              |                              |                              |        |        |  |
|  | Jaime Fillol Tom Gorman       | Jaime Fillol Tom Gorman       | Jaime Fillol Tom Gorman       | 1                | 3                |  |  |                               |                               |                            |                            |                            |   |   | Vitas Gerulaitis Sandy Mayer | Vitas Gerulaitis Sandy Mayer | Vitas Gerulaitis Sandy Mayer | 6      | 7      |  |
|  | Billy Martin Sherwood Stewart | Billy Martin Sherwood Stewart | Billy Martin Sherwood Stewart | 6                | 6                |  |  |                               |                               | Eddie Dibbs Harold Solomon | Eddie Dibbs Harold Solomon | Eddie Dibbs Harold Solomon | 4 | 5 |                              |                              |                              |        |        |  |
|  | Mark Cox Cliff Drysdale       | Mark Cox Cliff Drysdale       | Mark Cox Cliff Drysdale       | 4                | 4                |  |  | Billy Martin Sherwood Stewart | Billy Martin Sherwood Stewart | 3                          | 6                          | 4                          |   |   |                              |                              |                              |        |        |  |
|  | 2                             | Eddie Dibbs Harold Solomon    | Eddie Dibbs Harold Solomon    | 7                | 6                |  |  | Eddie Dibbs Harold Solomon    | Eddie Dibbs Harold Solomon    | 6                          | 4                          | 6                          |   |   |                              |                              |                              |        |        |  |
|  |                               | Cliff Richey Guillermo Vilas  | Cliff Richey Guillermo Vilas  | 5                | 3                |  |  |                               |                               |                            |                            |                            |   |   |                              |                              |                              |        |        |  |